# Península de Setúbal
A Península de Setúbal é uma região portuguesa situada no centro-oeste do país. Tem uma área de 1 625 km2 e registou em 2023 uma população de 834 599 habitantes com uma densidade populacional de 514 habitantes por km2, sendo a quarta região mais populosa de Portugal e a terceira região mais pequena do país. 
Esta região em conjunto com a Grande Lisboa forma a atual Área Metropolitana de Lisboa. Apesar de pertencer à Área Metropolitana de Lisboa e à  CCDR Lisboa e Vale do Tejo, a região foi dotada também de uma comunidade intermunicipal em 2024, sendo, para efeitos das NUTS, uma unidade de nível II e III. 
A península compreende 9 concelhos na sua extensão:
- Alcochete
- Almada
- Barreiro
- Moita
- Montijo
- Palmela
- Seixal
- Sesimbra
- Setúbal

A península possui zonas de elevado interesse natural e conservacionista disponibilizando assim aos seus habitantes elevados níveis de qualidade de vida. A norte a Reserva Natural do Estuário do Tejo, a sul o Parque Natural da Arrábida e a oeste a Paisagem Protegida da Arrábida Fóssil da Costa de Caparica.

## Lista de Municípios por população
| Município      | Posição* (pop.res.) | Posição* (pop.res.) | População residente | População residente | Habitantes/km² | Habitantes/km² | Posição* (hab./km²) | Posição* (hab./km²) |
| Município      | 2011                | 2021                | 2011                | 2021                | 2011           | 2021           | 2011                | 2021                |
| -------------- | ------------------- | ------------------- | ------------------- | ------------------- | -------------- | -------------- | ------------------- | ------------------- |
| Almada         | 10                  | 8                   | 174 030             | 177 400             | 2477           | 2531,6         | 8                   | 8                   |
| Seixal         | 13                  | 12                  | 158 269             | 164 625             | 1667,7         | 1744,4         | 12                  | 12                  |
| Setúbal        | 22                  | 22                  | 121 185             | 123 684             | 525,7          | 536,2          | 34                  | 32                  |
| Barreiro       | 31                  | 33                  | 78 764              | 78 362              | 2163,8         | 2152,9         | 9                   | 10                  |
| Moita          | 39                  | 40                  | 66 029              | 66 326              | 1196           | 1199           | 20                  | 21                  |
| Palmela        | 42                  | 36                  | 62 831              | 68 879              | 135,1          | 148            | 105                 | 88                  |
| Montijo        | 58                  | 47                  | 51 222              | 55 732              | 148,5          | 159,7          | 89                  | 81                  |
| Sesimbra       | 60                  | 52                  | 49 500              | 52 465              | 254,4          | 267,6          | 61                  | 59                  |
| Alcochete      | 135                 | 125                 | 17 569              | 19 148              | 138,2          | 149,1          | 101                 | 87                  |
| TOTAIS / média | —                   | —                   | 779 399             | 806 621             | 548,5          | 567,6          | —                   | —                   |

(*) Posição no âmbito de todos os municípios de Portugal.

## Cultura
Na Península de Setúbal existe uma variedade quantidade de eventos culturais, que incluem o Festival de Almada (festival de teatro que decorre também em salas no centro de Lisboa); o Super Bock Super Rock que se realizava entre 2010 e 2014 na Praia do Meco, em Sesimbra; a Festa do Avante! na Quinta da Atalaia, Amora; e o Seixal Jazz.

## Património

### Castelos & Fortalezas
- Castelo de Almada (Almada)
- Castelo de Sesimbra (Sesimbra)
- Castelo de Palmela (Palmela)
- Forte de Santiago de Sesimbra (Sesimbra)
- Forte de Nossa Senhora da Saúde da Trafaria (Almada)
- Forte de São Filipe (Setúbal)
- Forte de Santiago do Outão (Setúbal)
- Ruínas romanas de Troia

### Quintas & Palácios
- Palácio da Cerca (Almada)
- Solar dos Zagallos (Sobreda)
- Quinta da Fidalga (Seixal)
- Palácio da Bacalhoa (Setúbal)
- Quinta das Torres (Setúbal)
- Quinta de Calhariz (Sesimbra)

### Património Religioso
- Santuário Nacional de Cristo Rei (Almada)
- Santuário de Nossa Senhora do Cabo Espichel (Sesimbra)
- Convento dos Capuchos (Almada)
- Convento de São Paulo (Almada)
- Convento de Nossa Senhora da Arrábida (Setúbal)
- Convento de Jesus (Setúbal)
- Capela do Espírito Santo dos Mareantes (Sesimbra)
- Ermida da Memória (Sesimbra)
- Monte da Cruz (Charneca de Caparica)
- Igreja de São Lourenço (Setúbal)
- Igreja de São Simão (Setúbal)